# Honda Civic Hybrid

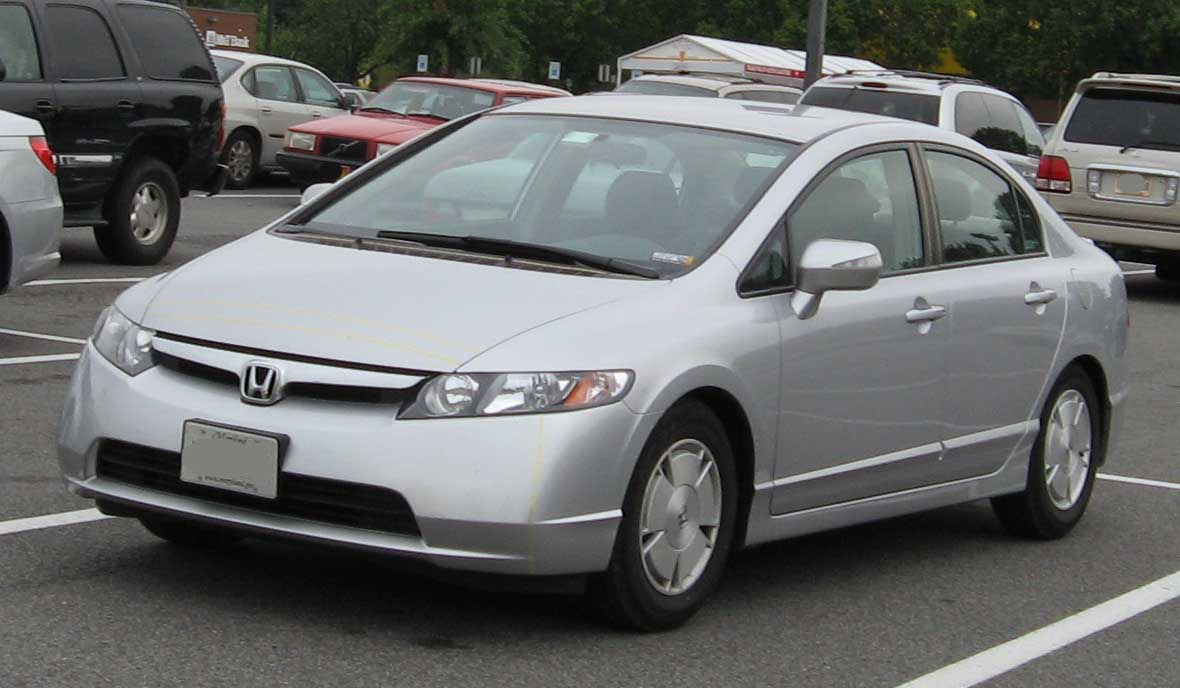
De Honda Civic hybrid.

De Honda Civic Hybrid is een hybride versie van de Honda Civic, een automodel van de Japanse constructeur Honda. De Honda Civic Hybrid gebruikt een heel andere techniek dan de Toyota Prius. Honda gebruikt de elektromotor voornamelijk als ondersteuning van de benzinemotor om het benzineverbruik te temperen als er extra vermogen wordt gevraagd, bijvoorbeeld in stadsverkeer of bij accelereren. Dit systeem noemt Honda IMA ofwel integrated motor assist. De Civic kan in tegenstelling tot de Prius slechts kort en alleen bij lage snelheid volledig elektrisch rijden.
De eerste Honda Civic Hybrid kwam in 2004 op de markt, zo´n zeven laar later dan de eerste Toyota Prius (1997-2004) die overigens net als de eerste Honda IMA een sedan was. In 2006 (tot 2012) kwam de tweede generatie Civic IMA op de markt (met in 2008 een facelift) die vooral bij leaserijders geliefd was, omdat in die tijd voor hybrides geen fiscale bijtelling gold. Het gaf de Honda-verkopen een kortstondige, maar heftige positieve impuls. Anno 2019 zitten de Honda-verkopen in het slop en is het aantal Honda-dealers zowat gehalveerd.
De IMA-technologie is ook korte tijd (2011-2015) toegepast in de Honda Jazz en in de sportwagen Honda CR-Z. In de Jazz was de IMA net als in de Civic gekoppeld aan een continu variabele CVT-transmissie, de CR-Z was alleen met handbak te krijgen. 
De hybride-accu´s van de tweede generatie Civic, specifiek die van voor de facelift in 2008, hebben een discutabele reputatie. Op veel fora vertellen veel Honda Civic-rijders dat ze de accu hebben moeten vervangen, pal nadat de acht jaar durende fabrieksgarantie was verstreken. Er zijn weliswaar veel goedkopere gereviseerde accu´s te koop met een half jaar garantie. Maar ook over de levensduur zogeheten´refurbished´ batterijen wordt in fora door gebruikers geklaagd. 
In 2015 stopte Honda met de hybride-techniek, tegelijkertijd met de introductie van de nieuwe Jazz maar in 2019 zorgde de Honda CR-V voor een herintroductie van IMA.
Huidige modellen België & Nederland:
Civic ·
CR-V ·
HR-V ·
e ·
Jazz ·
NSX
Overige modellen internationaal:
Life ·
Zest ·
N BOX ·
Acty ·
Vamos ·
Civic Hybrid ·
FCX Clarity ·
Freed ·
Stream ·
StepWGN ·
Odyssey ·
Elysion ·
Crosstour ·
Passport ·
Pilot ·
Ridgeline
Uit productie:
N ·
Z ·
Today ·
That's ·
T ·
TN ·
S ·
Beat ·
Logo ·
Capa ·
Mobilio ·
L ·
S-MX ·
Airwave ·
CRX ·
1300 ·
Quintet ·
Integra ·
Concerto ·
Domani ·
Prelude ·
Ascot ·
Avancier ·
FR-V ·
Shuttle ·
Inspire ·
Legend ·
HR-V ·
Crossroad ·
Element ·
Horizon ·
Tourmaster ·
S2000 ·
NSX